# Black Gold: The Best of Soul Asylum
Black Gold: The Best of Soul Asylum è un greatest hits di tutti i maggiori successi dei Soul Asylum, dal 1988 all'ultimo album precedentemente pubblicato. Il nome di questa raccolta fa riferimento ad una loro canzone di Grave Dancers Union.
Questa compilation contiene due inediti di studio e due dal vivo.

## Tracce
1. Just Like Anyone – 2:47
2. Cartoon – 3:53 (Murphy)
3. Closer to the Stars (live) – 3:52
4. Somebody to Shove – 3:15
5. Close – 4:34
6. String of Pearls – 4:52
7. Tied to the Tracks – 2:43
8. Runaway Train – 4:27
9. Sometime to Return – 3:30
10. Misery – 4:26
11. We 3 – 4:08
12. Without a Trace – 3:40
13. I Will Still Be Laughing – 3:45
14. Black Gold – 3:56
15. Summer of Drugs – 4:06  (Williams)
16. Candy From a Stranger – 4:16 (Campbell, Mueller, Pirner)
17. Stranger (live) – 4:07
18. Can't Even Tell – 3:14
19. Lonely For You – 4:09